# Dimos Paros
Dimos Paros är en kommun i Grekland.   Den ligger i prefekturen Kykladerna och regionen Sydegeiska öarna, i den sydöstra delen av landet, 170 km sydost om huvudstaden Aten. Antalet invånare är 12 514. Dimos Paros ligger på ön Paros.